# Rhina ancylostoma
Rhina ancylostoma Bloch & Schneider, 1801 è un pesce cartilagineo, ed è l'unico rappresentante conosciuto della famiglia Rhynidae. Vive nelle acque costiere delle regioni indopacifiche, e può raggiungere i 2,7 metri di lunghezza.

## Descrizione
La struttura corporea di R. ancylostoma è inconfondibile, mescolando caratteristiche di squali e razze. Presenta infatti la parte anteriore del corpo appiattita sul piano orizzontale, conferendogli la forma schiacciata tipica dei Rajiformes, ordine a cui infatti appartiene. Il margine anteriore del capo visto dall'alto è ampio e arrotondato, non presentando il prolungamento appuntito tipico della famiglia Rhinobathidae. Gli occhi sono di medie dimensioni, seguiti dai due spiracoli, ben sviluppati. Sul capo sono presenti alcune creste rilevate, munite di denticoli sviluppati in forma di spine, con probabile funzione difensiva. La più pronunciata è posta in posizione mediana, partendo da poco dietro i due spiracoli ed interrompendosi all'altezza dell'inizio della parte posteriore del corpo. Altre creste sono presenti a lato degli occhi, sul lato del capo e sulla parte frontale. La bocca è posta sul lato ventrale, preceduta dalle due narici bilobate, ed ha forma ad arco ondulato. I denti sono piatti, adatti a triturare. Sempre sul lato ventrale si aprono bilateralmente le cinque fessure branchiali, di piccole dimensioni. Le pinne pettorali sono molto ampie, triangolari e dotate di margine libero. Il loro limite divide il capo dalla parte posteriore del corpo, più simile a quella degli squali, con due grandi pinne dorsali triangolari di dimensioni quasi equivalenti, la prima delle quali posta in posizione più avanzata rispetto alle pinne ventrali. Queste sono di discrete dimensioni, e nei maschi presentano alla base gli emipeni. Manca la pinna anale. Il peduncolo caudale presenta carenatura. La pinna caudale è quasi triangolare, con lobi appena accennati e di dimensioni quasi equivalenti.
Il colore nel lato dorsale è bruno-marrone, talvolta tendente al grigiastro, uniforme nei due terzi anteriori del capo, mentre dal terzo posteriore compare una punteggiatura bianca regolare che si ritrova in tutto il resto del corpo, pinne comprese. Negli esemplari più giovani macchie scure di forma irregolare sono presenti nella parte anteriore del capo, ma tendono a farsi più indistinte con la crescita, fino a sparire. Due più ampie e di forma irregolarmente anulare poste all'attaccatura delle pinne pettorali possono permanere a lungo. Il lato ventrale è uniformemente bianco lattiginoso.
Raggiunge una lunghezza massima registrata di 2,7 metri e i 135 kg di peso, anche se sono più comuni misurazioni intorno ai 2 metri.

## Distribuzione e habitat
Frequenta le zone tropicali e subtropicali della zona indopacifica prediligendo acque calde e temperate. Viene segnalato dalle coste orientali del Sudafrica fino a quelle meridionali del Giappone, includendo Seychelles, Mauritius e Maldive. A sud il suo areale comprende l'arcipelago indonesiano, quello filippino e le coste settentrionali dell'Australia.
Vive abitualmente in acque costiere, entro la piattaforma continentale o presso gli arcipelaghi, scendendo raramente sotto i 90 metri di profondità, spingendosi talvolta anche vicino a riva. 

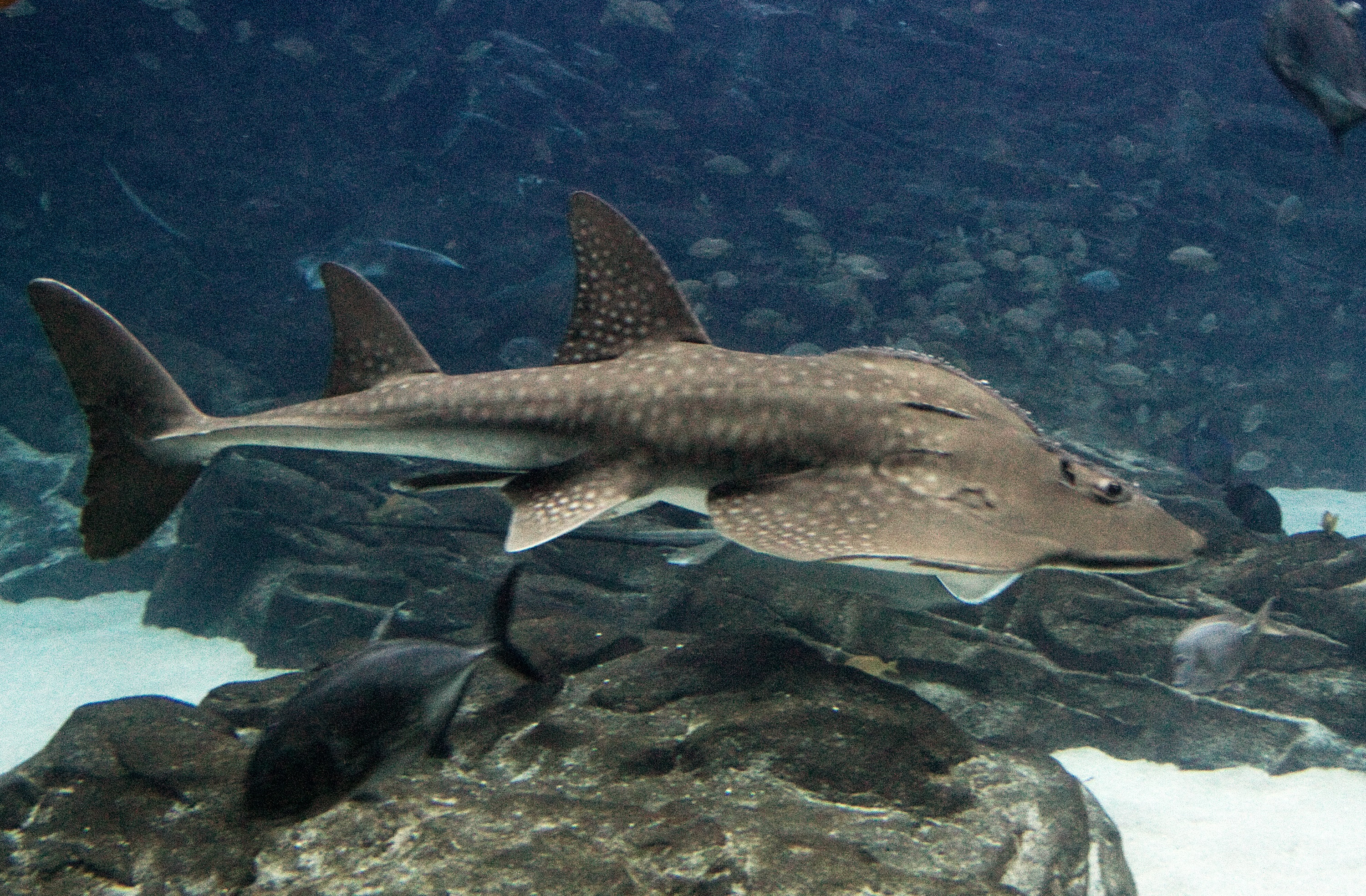
Profilo di R. ancylostoma

## Biologia
Esistono pochi dati riguardo alle caratteristiche biologiche e alle abitudini di questa specie.

### Comportamento
Specie solitaria, si muove abitualmente in prossimità di fondali sabbiosi o rocciosi, spingendosi saltuariamente vicino alla superficie. Non è pericoloso per l'uomo, e tende a non farsi avvicinare facilmente.

### Alimentazione
Essendo animale prettamente bentonico, si nutre di piccoli pesci teleostei, crostacei, molluschi ed altre creature di fondo di piccole dimensioni. La sua tecnica di caccia utilizza la parte anteriore del corpo per bloccare la preda contro il fondale, per poi indirizzarla con alcuni colpi rapidi verso l'apertura boccale. Alcuni dati sembrerebbero però suggerire anche altri possibili modelli di predazione.

### Riproduzione

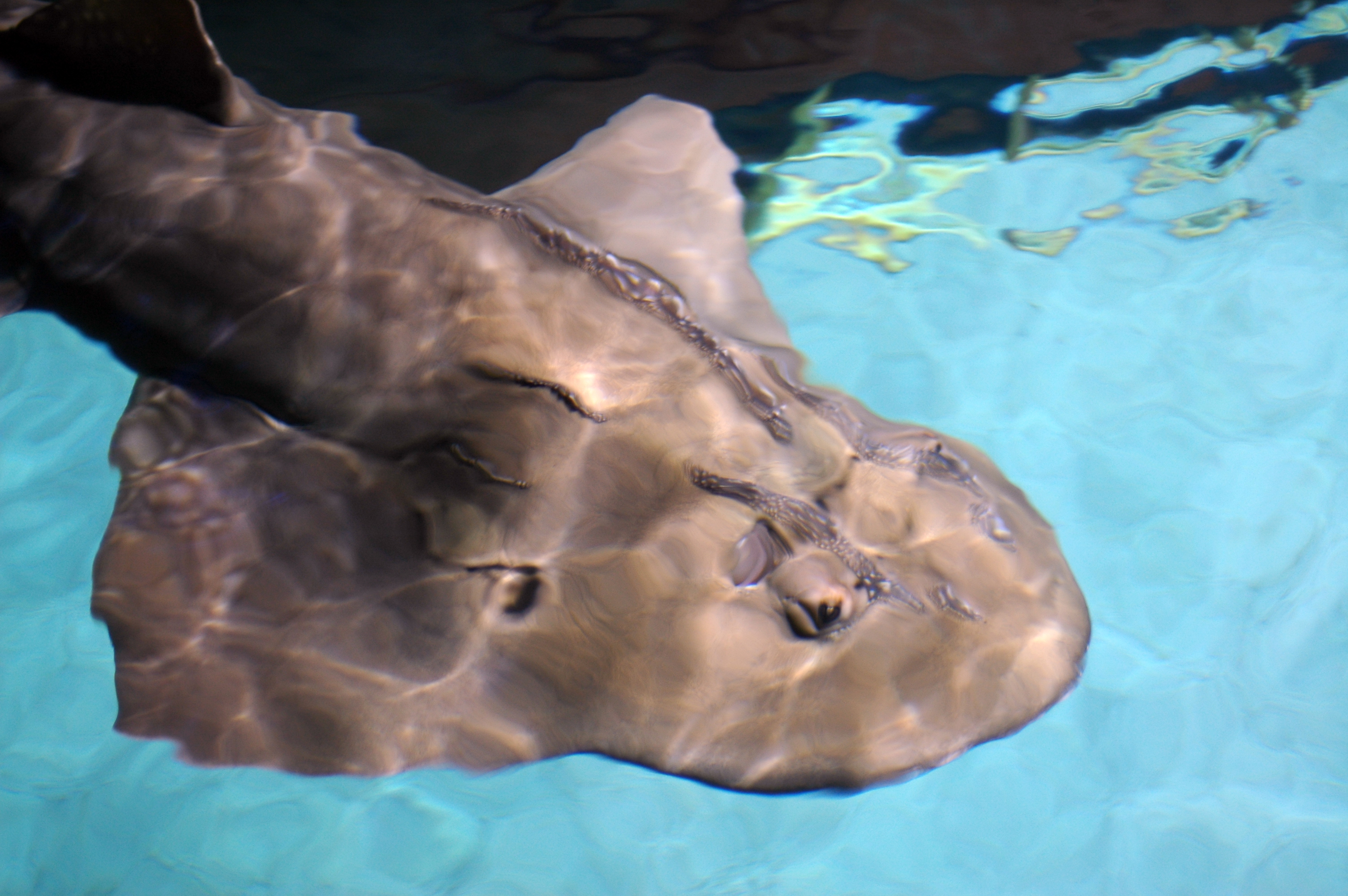
"Sweet pea", esemplare di R. ancylostoma ospitato nell'acquario di Newport

Si tratta di una specie ovovivipara sprovvista di placenta: le uova si schiudono nell'utero, dove prosegue lo sviluppo embrionale, traendo nutrimento inizialmente dal sacco vitellino, quindi indirettamente dai fluidi uterini attraverso strutture specializzate. Di norma vengono alla luce dai 4 ai 5 piccoli, lunghi intorno ai 45 cm. La fecondazione è interna ed il rituale di accoppiamento, come in molte specie di Chondrichthyes, prevede un rituale piuttosto violento, tanto che non sono infrequenti incidenti anche gravi.

## Interazioni con l'uomo
Pur non essendo oggetto di pesca mirata, viene comunque catturato incidentalmente con reti ed ami innescati, venendo quindi commercializzato per le carni, soprattutto nei paesi asiatici, dove raggiunge un discreto valore commerciale, in particolare per le grandi pinne, considerate di particolare pregio per la preparazione della tradizionale zuppa.
Questa specie si è dimostrata capace di adattarsi con discreta facilità alla vita in cattività, diventando un'attrazione di molti acquari dotati di vasche di sufficiente capacità. Sono in corso tentativi per ottenere la sua riproduzione in cattività, purtroppo con risultati finora sfavorevoli .

## Stato di conservazione
Malgrado esistano pochi dati sulla popolazione di questa specie, la scarsa prolificità, le problematiche ambientali e la pressione dovuta alla pesca intensiva, che elimina spesso gli individui prima del raggiungimento della piena maturità sessuale, fanno ritenere probabile che sia già in corso una sensibile diminuzione, in particolare nelle zone dove la pesca incide maggiormente. Per questo è stato inserito nella lista IUCN tra le specie vulnerabili (VU).